# Parorbiliopsis extumescens
Parorbiliopsis extumescens är en svampart som först beskrevs av Petter Adolf Karsten, och fick sitt nu gällande namn av Spooner & Dennis 1986. Parorbiliopsis extumescens ingår i släktet Parorbiliopsis och familjen Helotiaceae.   Inga underarter finns listade i Catalogue of Life.